# رمزگویان باد
رمزگویان باد (به انگلیسی: Windtalkers) فیلمی محصول سال ۲۰۰۲ به کارگردانی جان وو است. در این فیلم بازیگرانی همچون نیکلاس کیج، آدام بیچ، پیتر استرمر، نوآه امریش، مارک روفالو، کریستین اسلیتر، برایان وان هالت، مارتین هندرسون، فرانسیس اوکانر، جیسون ایساکس و راجر ویلی ایفای نقش کرده‌اند.

## داستان
در جنگ جهانی دوم «بن» (آدام بیچ) و «چارلی» (ویلی)، دو سرخ‌پوست ناواهو به نیروی دریایی می‌پیوندند تا «رمزگویان پیام‌های سر بسته» باشند و بتوانند رمزهای نظامی جدید آمریکایی را که بر اساس زبان سرخ‌پوست‌های ناواهو طراحی شده ترجمه کنند. «جو اندرس» (نیکلاس کیج) و «پیت آندرسن» (کریستین اسلیتر) نیز مأمور محافظت از «بن» و «چارلی» می‌شوند.